# Ковилово (стаза)
Ковилово је пешачка стаза туристичког карактера у националном парку Ђердап, делом иде трасом регионалног пута Доњи Милановац—Мајданпек, преко Омана, изнад еко-етно комплекса Капетан Мишин брег, затим наставља шумским путем кроз живописни крајолик и стиже до Ковилова (видиковац Голо Брдо).
Са Ковилова (358 m нмв) пружа се видик на Доњомилановачку котлину, стену Трескавац, Гребен, потопљено Поречко острво, Доњи Милановац, Главицу, Голубиње и Румунију.
Стаза је класификована као лака, дужине је 4 km, просечног нагиба од 5% уз асфалтни пут, а затим 3% и планирано време проласка је 2,5 сата.